# ホッター・ザン・ファイア
「ホッター・ザン・ファイア」（Hotter Than Fire）は、スウェーデンの歌手エリック・サーデの6作目のシングル。

## 概要
アメリカの人気ラッパー・DEVを迎えた楽曲。彼女はファーイースト・ムーヴメント等との共演で全米1位を記録したこともある。
スウェーデンでは5位を記録した。

## 収録曲
1. ホッター・ザン・ファイア feat. DEV "Hotter Than Fire" feat. DEV